# سیارک ۲۲۷۰۱
سیارک ۲۲۷۰۱ (به انگلیسی: 22701 Cyannaskye، نامگذاری:1998RO38) بیست و دو هزار و هفتصد و یکمین سیارک کشف شده‌است که در ۱۴ سپتامبر ۱۹۹۸ کشف شد.
قدر مطلق سیارک برابر ۱۸.۶ است.